# Graiul moldovenesc
Graiul moldovenesc este ramura estică a limbii române, fiind vorbit în regiunea istorică Moldova, azi împărțită între statele moderne România, Republica Moldova și Ucraina (în aceasta din urmă, două regiuni : regiunea Cernăuți și Bugeacul). Vorbitorii acestui grai sunt moldovenii. Din anumite considerații, în special de ordin fonologic și după anumite tipicuri lexicale, graiul moldovenesc este înrudit îndeosebi cu graiurile din Ardeal și Banat.
Graiul moldovenesc care este o variantă orală („abstand”) a limbii dacoromâne, nu trebuie confundat cu „limba moldovenească”, denumire oficială potrivit Constituției Republicii Moldova, pentru limba română literară („ausbau”) în această țară până în 2023. Așadar, „limba moldovenească” nu este o formă scrisă a graiului moldovenesc, ci o denumire alternativă pentru limba română „ausbau” la baza căreia stă graiul „abstand” muntenesc. Prin urmare, graiul moldovenesc intră în câmpul de studii lingvistice și filologice, iar „limba moldovenească” în câmpul de studii politice și istorice.
Nu există diferențe dialectale de la un mal la altul al Prutului, dar există regionalisme dispărute la vest de Prut și păstrate în est sau invers, și o diferență între elementele de vocabular modern și între calcuri, care pe malul drept, românesc, sunt mai mult de origine apuseană provenind din limbile franceză, germană sau engleză, iar pe malul stâng, rusesc și sovietic timp de 154 de ani, sunt mai mult de origine răsăriteană provenind din limbile rusă sau ucraineană.

## Caracteristici ale graiului moldovenesc

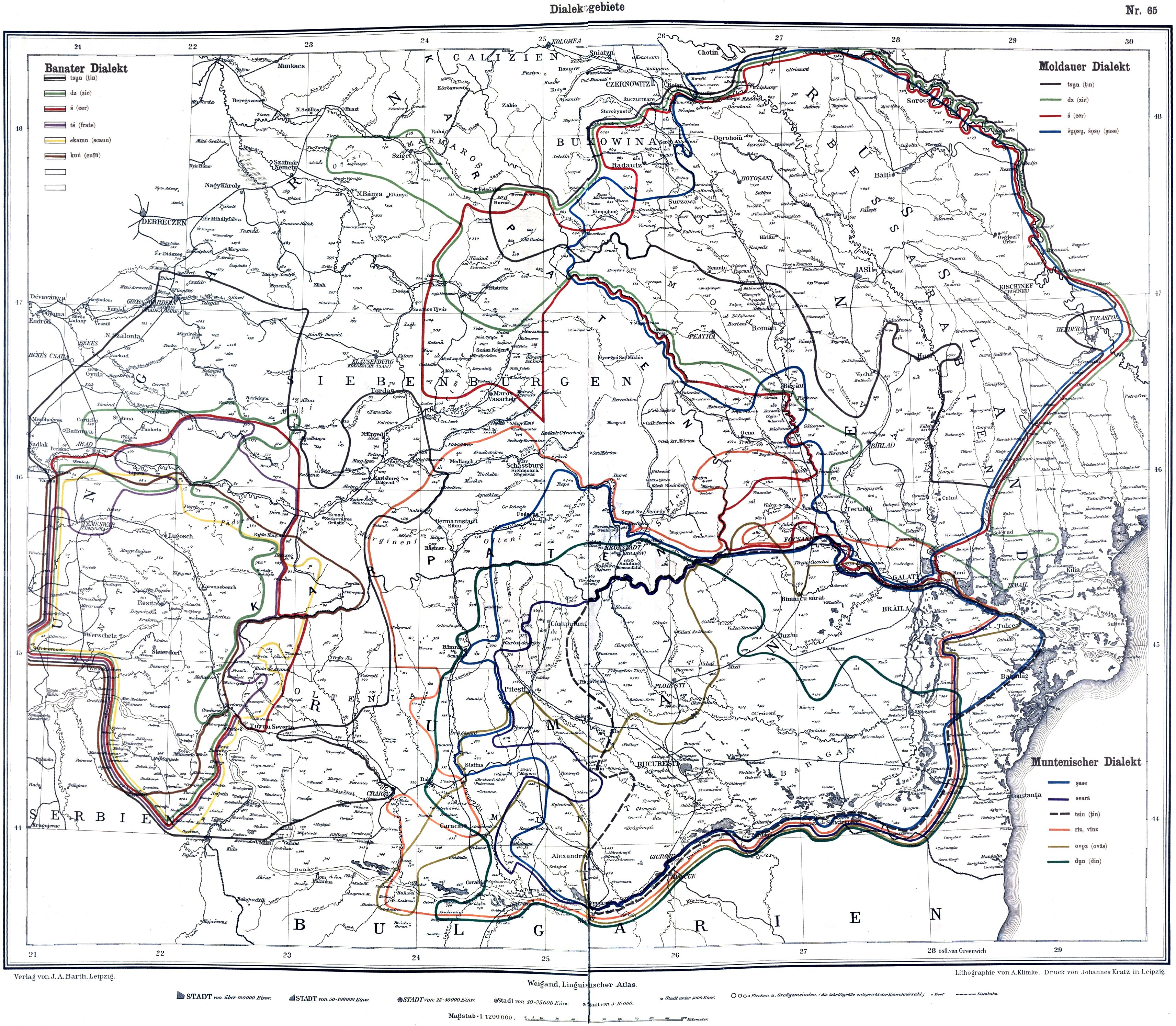
Hartă cu izoglose reprezentative pentru trei dialecte (graiuri) principale românești

Exemplu de izoglosă: răspândirea sinonimelor doniță și șiștar („vas în care se mulge vaca”) în regiunea Moldova din nord-estul României. Izoglosa corespunzătoare trece aproximativ prin orașele Bacău și Vaslui. În zonele marcate cu violet se folosesc ambele variante.

Cea mai proeminentă diferență între graiul moldovenesc și limba literară constă în palatalizarea consoanelor ș, ț sau j în limba literară „ausbau”, spre deosebire de pronunțarea tare a consoanei în graiul moldovenesc „abstand”. Astfel conjuncția „și” sau pluralul substantivelor terminate în ș, ț sau j iau în limba „ausbau” forme precum „mătase”, „ostași”, „praji”, „seară”, „soldați”, „și”, „zeamă” iar în graiul „abstand” formele „mătasî”, „ostaș'”, „praj'”, „sarî”, „soldaț'”, „șî”, „zamî”. Acest fenomen fonetic specific este redat în operele marilor clasici ai literaturii române proveniți din regiunea istorică Moldova, precum și în alte graiuri ale limbii dacoromâne, în special în graiurile ardelenești, bănățean și variantele vecine din graiul muntenesc. Astăzi aceste variante de pronunție au dispărut din limbajul curent, cu precădere în mass media, deși în Republica Moldova unii autori precum Vasile Stati au încercat, din motive politice, să le promoveze în limba literară locală pentru a o diferenția cât mai mult de limba literară comună.
În limba vorbită există încă câteva variații: [č] (AFI: [tʃ]) este pronunțat în limbajul colocvial ca un [ș'] palatalizat (împărtășit în vest de graiul bănățean, precum și parțial de cel mehedințean și cel ardelean din zona Bistrița-Năsăud): Și fași? (Ce faci?). Confuzia în pronunție între ce și și este evitată, deoarece rostirea sunetului ș din conjuncție este mai pronunțată. Exemplul ce arată și obiceiul subdialectal, dar nu regulat, de a reduce e-ul surd la i.Sistemul vocalic al subdialectului moldovean manifestă o puternică tendință de închidere a vocalelor anterioare.
În mai multe cuvinte de sorginte latină, în care [d] a devenit [z], se păstrează în graiul oral, însă nu și în limba scrisă, consoana oclusivă din grupul [dz], de exemplu dzece, dzeși, dzăși (zece), Dumnedzău (Dumnezeu/Dumnezău), vedz (vezi), verdz (verzi) (fonetism împărtășit și de limba aromână și parțial de graiul maramureșean). În plus, în uzul colocvial se află, printre altele, și variantele vechi ale verbelor a intra și a umbla: a întra (a intra), a îmbla (a umbla), existente și în graiurile ardelenești și bănățean, cucoș (cocoș), șăsî (șase).
Articolul posesiv a este folosit în graiul moldovenesc pentru toate numerele și genurile, înlocuind formele variabile „al”, „a”, „ai”, „ale”, ceea ce în secolul XIX era încă standard și în limba română literară. Terminația „-eá” din imperfectul verbelor, și chiar din formele de infinitiv este înlocuită cu „-é” [ǣ], ca în formele „vedé”, „triș'é” și „viné” sau „a vedé” (fonetism împărtășit și de graiurile ardelenești). În comunicațiile orale, formele de viitor „am să fac”, „o să fac” și „oi face” sunt preferate în fața formei literare „voi face” (la fel ca în celelalte graiuri ale dialectului dacoromân). Modul perfect compus se face cu auxiliarul „o” la persoana a treia, spre deosebire de literarul „a” (împărtășit de toate graiurile din Banat și Transilvania). În ceea ce privește lexicul, unele cuvinte de origine străină (în general din limbile apusene) generalizate în România sunt folosite în Republica Moldova ca variante mai pretențioase din punct de vedere stilistic ale unor cuvinte românești, bunăoară vorbind de „parteneri” sau de „linkuri” în loc de „părtași” sau de „legături”; mai există și diferențe lexicale colocviale, așa cum se vede în tabelul din dreapta, în care folosirea formei preferate în Republica Moldova (stânga) sau cea a formei preferate în România (dreapta) poate semnifica o atitudine culturală sau politică. 
De o mare răspândire se bucură o formă secundară de participiu: supinul, un termen colectiv pentru diverse acțiuni, care cuprinde atât forme fără prepoziție (de exemplu „făcut”), cât și cu prepoziție („de făcut”, „la făcut”, „pentru făcut”). Anumite aplicații ale acestei forme au devenit punct de plecare în dezvoltarea ulterioară a limbii vorbite, pe parcursul căreia, „de” și-a pierdut calitățile sale prepoziționale, iar terminațiile „-at”, „-ut”, „-it”, „-ît”, „-s” cele ale unei terminații de participiu, devenind un „confix” de tipul [de + participiul verbului]. Această utilizare a supinului, neintrodusă în gramaticile oficiale, este caracteristică timpurilor actuale, dar se regăsește și în texte mai vechi – deși mai rar – ca în cazul cronicarului Miron Costin (1633-1691): „nu era altu mijloc, numai de mersu la împărăție”. A. Mateevici (1888-1917) citează istoricul muntean Constantin Cantacuzino (1650-1716) cu referire la această formă de exprimare: „jalnic și plânguros este de văzut atâta micșurare”. Ulterior, prin gramatica oficială a limbii române s-a cerut evitarea acestor construcții.
Graiul moldovenesc este răspândit pe un teritoriu mai întins în România decât în Republica Moldova, motiv pentru care nu este specific acesteia din urmă. Acesta este omogen într-un procent de 90%. Există un standard urban, a cărui trăsătură distinctă este palatizarea labialei, ca de exemplu în ghini (bine), chișior (picior), jin(ars) (vin(ars)), a hierbe și a șerbe (a fierbe) (împărtășit în măsură considerabilă mai ales de graiurile ardelenești). Diferențele în vorbire între cele trei zone dialectale periferice (nord-vest, nord-est și sud-vest) nu sunt problematice. În cadrul politicii sovietice de alfabetizare, graiul moldovenesc a suferit unele modificări stilistice, în limba literară existând tendința de a consolida caracteristicile subdialectale, în scopul de a crea o limbă literară aparte.